# Ford Cargo
Le Ford Cargo est un camion à cabine avancée lancé en 1981 par Ford Royaume-Uni. Il est disponible au Royaume-Uni, en Turquie et Amérique du Sud (Argentine, Brésil et Uruguay). Il est remplacé en 1993 pour le marché européen par l'IVECO EuroCargo.
Le Ford Cargo est élu Camion International de l'Année 1982.

## Présentation du modèle

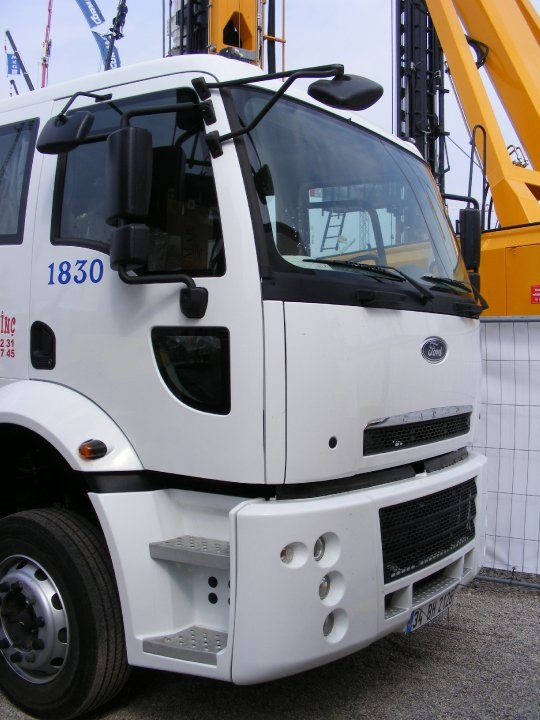
Ford Cargo 1830 (Turquie)

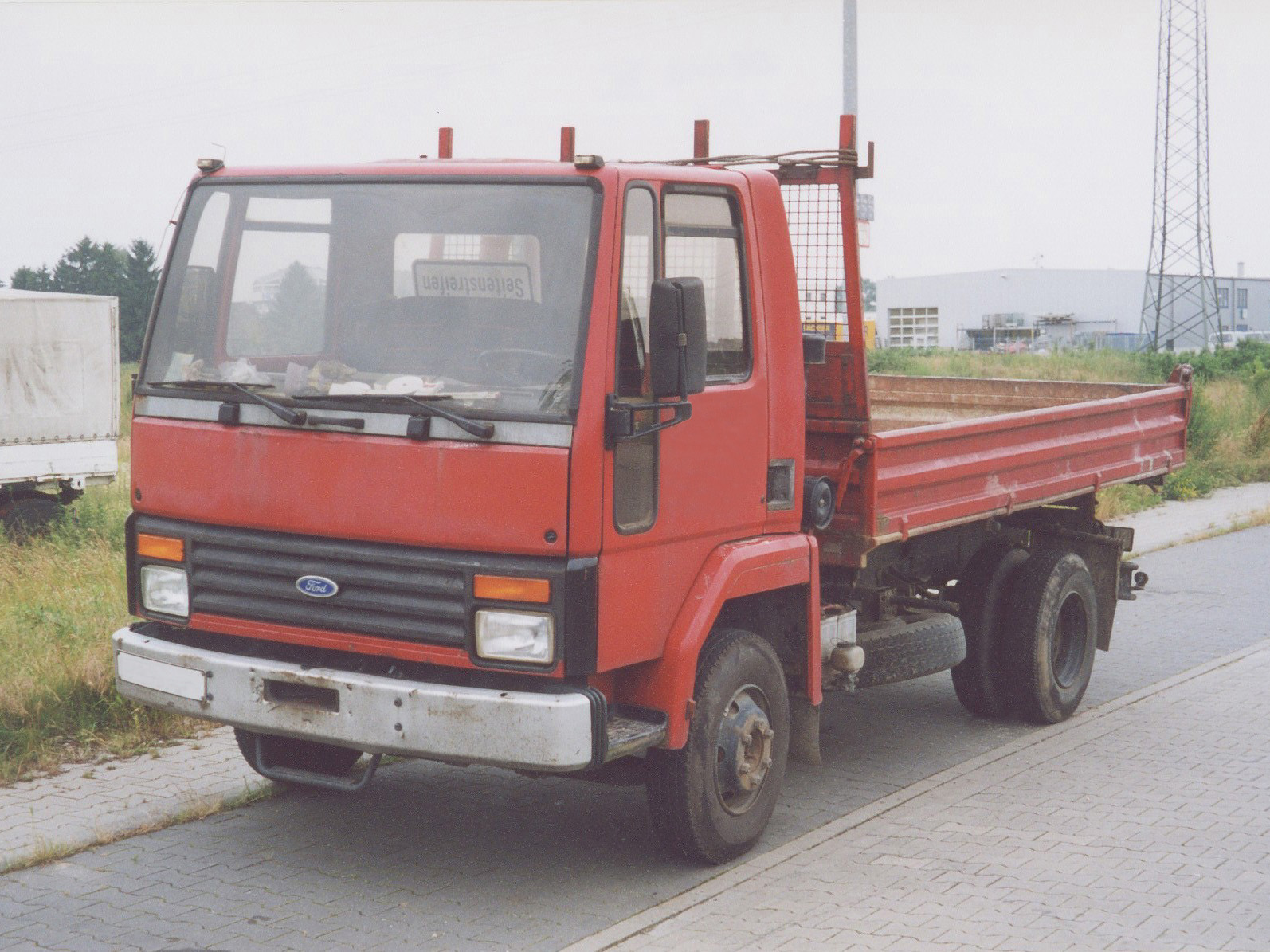
Pre-facelift Ford Cargo en Allemagne. (version nord-américaine identique)

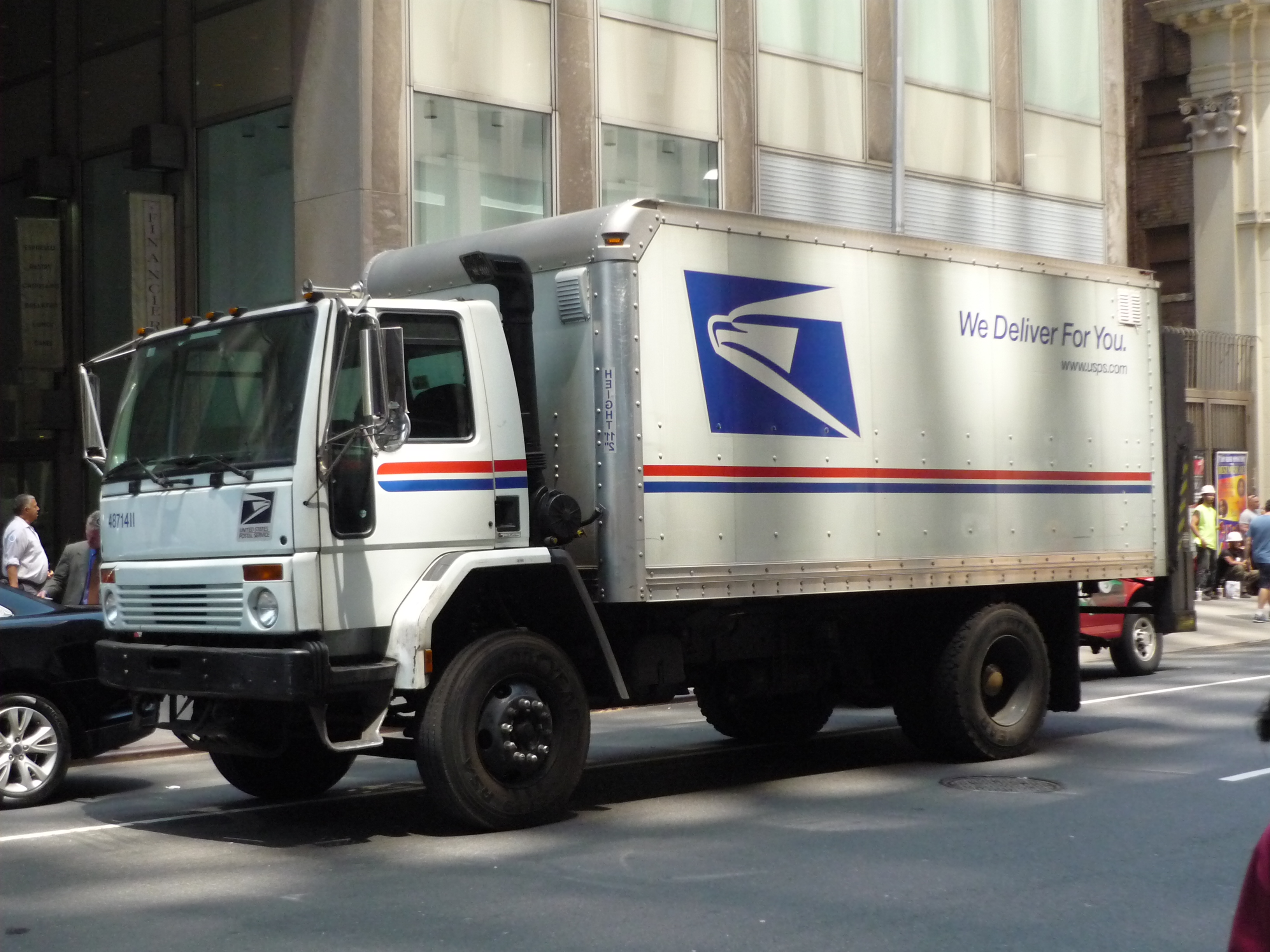
Pre-facelift Ford Cargo (USA), utilisé par USPS

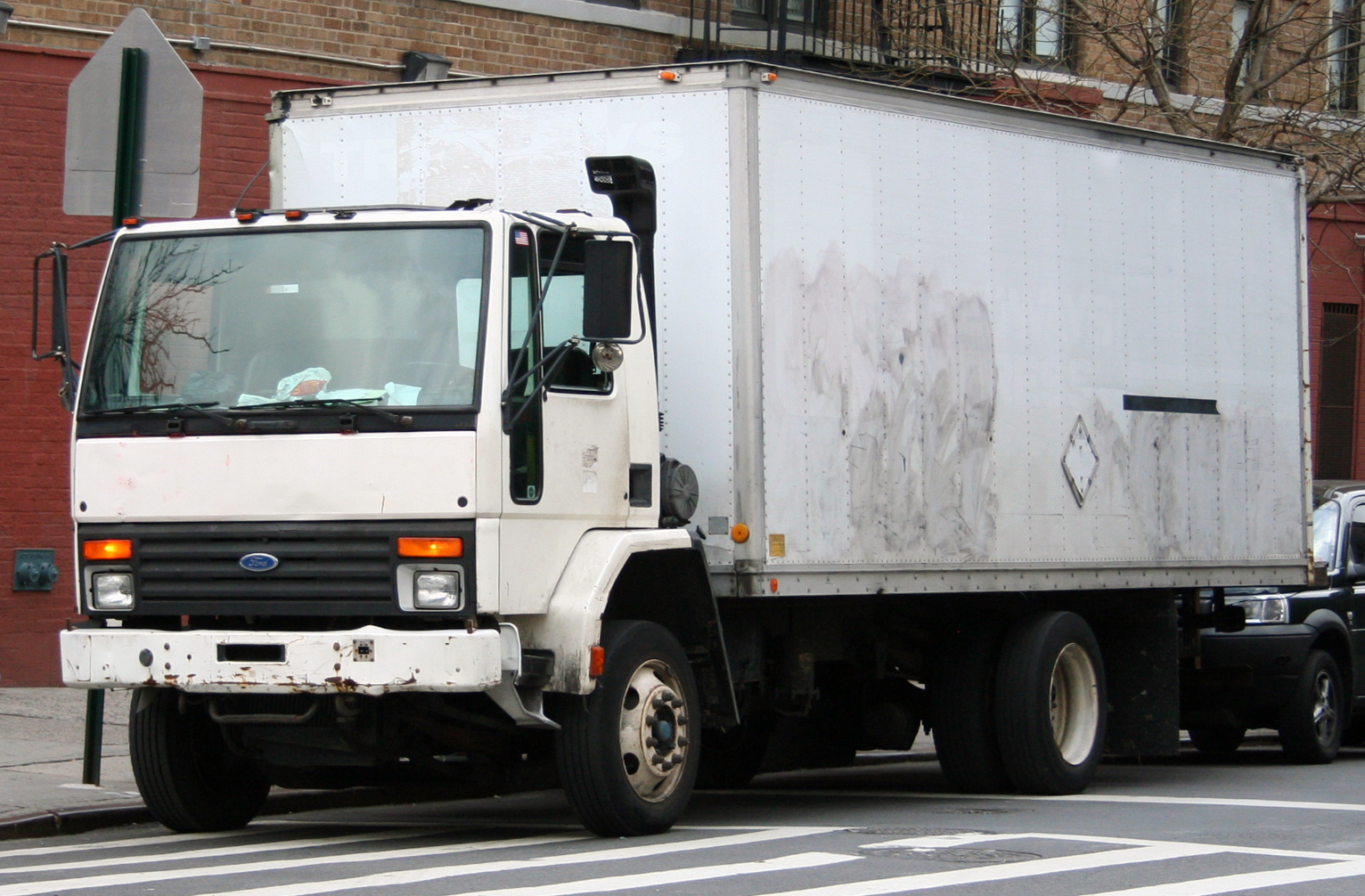
Ford Cargo caisse meuble (USA)

Le Ford Cargo de 1981 a été dessiné par Patrick Le Quément, concepteur de la Ford Sierra et de la future Renault Twingo. Le style du Cargo suivait intentionnellement le look de la gamme des voitures familiales de Ford Europe avec la calandre «Aeroflow» noire à lamelles distinctive également utilisée sur l'Escort III et la Cortina de 80, sur lesquelles Le Quement avait travaillé sous la direction d'Uwe Bahnsen. Une autre caractéristique distinctive de la conception d'origine était les custodes qui s'étendaient presque jusqu'au niveau du sol (également observées sur le Volvo FL), la conception était destinée à mieux montrer les voies et les angles morts pendant le stationnement pour les conducteurs en milieu urbain.

### Ford Cargo (Europe)
Avec la disparition de la gamme de camions lourds Ford Transcontinental en 1983, Ford Grande-Bretagne a introduit le Cargo, une gamme de tracteurs lourds allant de 28 à 38 tonnes de poids brut combiné. Les 38 tonnes étaient propulsées par le moteur L10 de Cummins tandis que ceux de 28 et 32 tonnes étaient équipés de moteurs diesel Perkins, Cummins ou Deutz AG refroidis par air. Le Cargo de 7,49 tonnes avaient des moteurs quatre cylindres ou six cylindres Dorset et Dover, à commencer par une unité de 89 ch (66 kW) dans le 0809. Les moteurs six cylindres Dover étaient montés en biais dans le Cargo.
En 1986, Ford a vendu ses activités de camions européens au groupe italien IVECO et les véhicules suivants étaient badgés Iveco Ford. Après la récession des années 1990, IVECO a rationalisé ses opérations de production, négligé par Keith Stanley Jones (responsable de l'ingénierie de production). Son usine de Langley a fermé en octobre 1997, mettant fin à la production de camions Iveco/Ford britanniques.
Le Cargo léger d'origine a été remplacé en 1993 par la 2ème série de la gamme IVECO EuroCargo, couvrant la gamme de poids brut du véhicule allant de 7,5 tonnes à 18 tonnes.
À l'origine, il n'était construit que dans l'usine Ford de Langley (Slough), à partir de laquelle environ un tiers de la production était exporté vers l'Europe continentale. Des Cargo étaient également exportés vers la Turquie et l'Australie, tandis que pour l'Amérique du Sud, il est produit au Brésil pour l'ensemble du sous-continent (ces camions brésiliens étaient également exportés vers les États-Unis).
La production a augmenté depuis : le modèle est toujours produit par les filiales de Ford en Argentine (seule la version 1722 entre 1999 et 2000) et au Venezuela (également connu sous le nom de Ford Trader), Ford Otosan en Turquie et Ashok Leyland en Inde (en tant qu'eComet et en tant que Stallion).

### Ford Cargo (Amériques)
Fin 1985, pour l'année modèle 1986, Ford a introduit le Cargo aux États-Unis dans le cadre de sa gamme de camions commerciaux. Destiné à remplacer le C-Series à cabine avancée qui connut une longue carrière (en grande partie inchangé depuis 1957), le Cargo a été progressivement intégré aux côtés de son prédécesseur, placé sous le plus gros semi-tracteur CL-9000. Pour la première fois, un camion commercial de Ford vendu aux États-Unis était assemblé à l'extérieur de Louisville, Kentucky, avec une production provenant du Brésil. Après la vente, en 1997, de la gamme de camions lourds de Ford à Freightliner LLC, la production du Cargo est passée à Freightliner, où il a été commercialisé et vendu sous les marques Freightliner FC et Sterling SC jusqu'en 2007.
En 2006, le Ford LCF a été introduit en Amérique du Nord dans le cadre d'une coentreprise avec Navistar International. Bien qu'il ne soit pas un successeur direct du Ford Cargo (conçu en tant que véhicule de catégorie 5/6 ; le Cargo était un camion de catégorie 6/7), le LCF était un camion à cabine avancée de configuration similaire aux Isuzu N-Series, Chevrolet /GMC W-Series et Mitsubishi Fuso Canter. Après une mauvaise réponse du marché, le Ford LCF et son homologue l'International CF / CityStar ont été retirés après 2009.

## Sport automobile
Rod Chapman a remporté le Championnat d'Europe FIA des courses de camions en 1985 et 1987 avec un Cargo modifié, Gérard Cuynet faisant de même en 1988.